# Slime Rancher
『Slime Rancher』（スライムランチャー）とは、Monomi Parkが開発・発売したオープンワールドのファーストパーソン・シューティングゲーム、およびシミュレーションゲームである。

## 概要
本作は地球から遠く離れた星「ハルカーナ星(the Far Far Range)」を舞台に、そこに生息する架空の生物「スライム」を飼育するゲームである。スライムは肉や果物などのエサを食べるとプリット（Plort）と呼ばれる生成物を放出し、これを収集、換金し設備や装備を改良・強化することでより多種、多数のスライムを育成してゆく。
本作は、ラルゴ(Largo)と呼ばれるシステムがあり、スライムが別種のスライムのプリットを食べると、食べたプリットの持ち主の種類の好物や性質を受け継ぐというものである。ただし、2種類以上のプリットを食べてしまうと、タールスライム(The Tarr)と呼ばれるスライムになってほかのスライムや作物を食い荒らす可能性がある。また、スライムの食性は野菜食・果物食・肉食の3種類に分かれているほか、2種類以上の食性を持つ「雑食」のスライムも存在する。
本作は、2016年1月からアーリーアクセスという形で配信されたのち、2017年8月1日に正式配信となった。バージョン1.3.0からは日本語に対応している。

## スライム一覧
ピンクスライム (Pink Slime)
ゲーム中唯一の雑食スライムで、全てのエリアで出現する。ピンクスライムのプリットを食べさせることでほかのスライムも雑食性のラルゴスライムにすることができる。
ロックスライム (Rock Slime)
青いトゲが生えたスライム。自分から攻撃しないものの、ぶつかると10ダメージを受ける。野菜食で、ハートビーツが大好物。このスライムのプリットを食べたラルゴスライムにはトゲが生え、野菜を食べられるようになる。危機を感じると自らの体を丸め突進してくる。
タビースライム (Tabby Slime)
ネコ耳と尻尾が生えたスライム。肉食で、イワクルックウが大好物。野菜や果物をくわえて持ち運ぶ習性がある。
跳ねている時に正面から突撃する事で実績が獲得できる。飼育スペースを飛び越えて脱走することがあるため、柵を高くした方が良い。 このスライムのプリットを食べたラルゴスライムはネコ耳と尻尾が生え、肉食が可能となる。
タビー(Tabby)とはトラ猫のこと。
ルミナススライム (Phosphor Slime)
光るスライム。果物食で、キューベリーが大好物。飛行能力があるため、脱走に注意する必要がある。また、日光を浴びると、消滅する。ルミナスプリットを食べたラルゴスライムにも飛行能力を与え、果物食を可能にする。
ラジスライム (Rad Slime)
緑色のオーラを纏ったスライム。ロックスライムと食性は同じ。オカオカが大好物。
周りに近寄りすぎると放射線ゲージが溜まり、100になると近くにいる限りダメージを受け続け、離れなければ止まらない。水をかけると一定時間オーラが消える。
ハニースライム (Honey Slime)
ハチミツのようなスライム。ミントマンゴーが大好物。プリットには甘い匂いがあり、他のスライムが甘い匂いに釣られて近寄ってくるため、タールスライム発生の原因となる。ルミナススライムと食性は同じ。
アクアスライム (Puddle Slime)
他のスライムとは異なり、魚のように水中で生活するスライムで、陸上での飼育は不可能。
ラルゴ化しない。エサを与えずともプロートを産出するが、5匹以上を同じ場所に入れると恥ずかしがってプロートを産まなくなる。
ボムスライム (Boom Slime)
頻繁に爆発し大ダメージを与える危険なスライム。水をかけたり池に入れると爆発を防げる。
爆発後しばらく目を回し色が薄くなる。肉食で、ヤブクルックウが大好物。
ハンタースライム (Hunter Slime)
焦げ茶色の鉢巻のような模様を頭につけているタビースライムの亜種。肉食でコケッコウが大好物。
コケッコウは繁殖が難しく、ハンタースライムはラルゴ化させると暴れスライムになってしまうため、すぐにエサを与えて鎮静化させる必要がある。
また、餌を与えても空腹だと暴れスライムになってしまうためオートフィーダーで満腹を維持させなければならない。
目以外を透明化させる能力を持ち、周りの景色と同化してしまう。ハンタースライムを通した景色は少し歪んでいるが気づきにくく、ハンターという名の通り獲物をとることに長けている。
クリスタルスライム (Crystal Slime)
ロックスライムに似た姿の紫色のスライムで、ロックスライムと食性は同じ。オカシーオニオンが大好物。
オカシーオニオンは大量生産が難しく、ピンクプリットを食べさせてピンククリスタルゴルドにするとよい。
頻繁に地面にクリスタルを生成し、これを踏むとダメージを受ける為、エサは外から投げて食べさせると良い。クリスタルは時間経過か、水をかけることで消滅する。
クァンタムスライム (Quantum Slime)
分身を飛ばしたり瞬間移動するスライム。空腹になると瞬間移動するようになるため、常に満腹にさせておく必要がある。とりわけ他のケージが付近にあると、瞬間移動で侵入しタールスライム発生の原因となりやすい。
果物食。フェーズレモンが大好物。
ファイアスライム (Fire Slime)
焼却炉の灰の上で生活するスライム。食物を燃やした灰を食べてプリットを産み出す特異な食性を持ち、ラルゴ化もしない。
モザイクスライム (Mosaic Slime)
虹色のステンドグラスのようなスライム。自分の周りにきらめくエフェクトを出す。エフェクトは時間が経つと落ちて割れ、破片に当たると10ダメージを受ける。エフェクトは水をぶつけて消せる。野菜食のスライムで、シルバーパースニップが大好物。
また、日光下で輝き周囲のスライムを引き寄せるという性質があり、タールスライムを発生させやすい。
サイクロンスライム (Dervish Slime)
土星のような形の紫のスライム。つむじ風で高速移動できる。
空腹になると竜巻を起こして色々なものを吹き飛ばす。プロートの飛散によってタールが生まれる事を防ぐ為、他のスライムと離して飼育すると良い。果物食で、トゲトゲナシが大好物。
プラントスライム (Tangle Slime)
蔦を使い、色々な物を引き寄せるスライム。単体の時は、自分を蔦にのせてジャンプする。
肉食系で、ニジクルックウが大好物。長く伸びる蔦を隣接するケージに伸ばしプリットを摂取してしまえるため、他のスライムとは十分に離して飼育せねばならない。
サーベルスライム (Saber Slime)
サーベルタイガーのような大きな牙を持つスライム。ワイルド諸島で発見されるまでは絶滅したと考えられていた。野生のものはワイルド諸島にのみ生息しているが、出現するものは全てサーベルラルゴスライムなので捕獲できない。プリットを持ち帰ってほかのスライムに投与しラルゴ化させれば安定的にプリットを生産できる。

### 特別なスライム

#### ラルゴスライム(largo slime)
普通のスライムが別のスライムのプリットを食べることによってできるスライム。普通のスライムより大きくなるので、吸い込めない。
更に別のスライムのプリットを食べてしまうと、タールスライムになってしまう。

暴れスライム (Feral Slime)
ハンタースライム、または野生のサーベルスライムが凶暴化した状態。プレイヤーをエサと思って噛み付き、20ダメージを与える。エサを与えることで鎮静化させることができる。ドクロの看板の先のエリアに出現する。
ゴールデンスライム (Gold Slime)
滅多に出現しない珍しいスライム。野菜の一種の「キンショウガ」を与えると高額で売れるゴールデンプリットを2個落とす。捕獲することは出来ない。キンショウガ以外を与えてもプリットを1個落とす。
ラッキースライム (Lucky Slime)
滅多に出現しない珍しいスライム。肉を与えるとNB(ゲーム内通貨)を落とす。招き猫のような見た目で、白い身体にネコ耳を持ち、額にコインが付いている。捕獲することはできない。
ゴルドスライム (Gordo Slime)
10匹分の大きさを持つ巨大なスライム。50個食物を食べさせると破裂し複数体の通常サイズのスライムになる。
破裂後にスライムキー(Slime Key)と呼ばれるカギや、新たな地へのテレポーターを発生させる。常に特定の場所に留まり移動しないスライム。

### 敵対的スライム
タールスライム (The Tarr)
ラルゴスライムにさらに違うプリットを食べさせることで誕生する黒い生物他のスライムや作物などを食い荒らすため、飼育スペースの向こう側にある山へと排出する必要がある。
水が弱点であるため、海に落とすか、水をかけることでも消滅させることができる。

## スライム・サイエンス
0.4.0で追加されたシステム。研究所を10000NBで解放できる。
発明品作成の条件「特定の設計図を持つ」を満たしている必要がある。
発明品には、ワープできるもの、回復するもの、タールを撃退するものなどがある。
必要な物はスライムのプリット。

## スライムの世界(Far,Far,Range)
牧場 (The Ranch)
主人公の拠点。スライムを飼育するケージやサイロ、畑などの施設を作成することができる。また、拡張区画を購入することができる。
ドライリーフ (The Dry Reef)
巨大なサンゴ礁で構成された島。乾燥した気候。
インディゴ採石場 (The Indigo Quarry)
放棄された鉱山。洞窟が多く、火山地帯も存在する。
モスブランケット (The Moss Blanket)
急速に成長した木々が生い茂る森林のエリア。
古代遺跡 (The Ancient Ruins)
古代文明によって造られた遺跡。随所に仕掛け扉がある。
ルリ砂漠 (The Glass Desert)
他の地域から遠く離れた場所にある砂漠地帯。定期的に地面から火柱と噴石が発生する「ソーラーアノマリー」と呼ばれる現象が発生する。3体のスライム像にプリットをはめると古代の水が湧き、その水を蕾に当てるとオアシスが作られる。
スライム海(The Slime Sea)
ルリ砂漠を除く世界全体を取り囲む大きな海。点在する小島を行き来することはできるが、海に物体やスライムが落下すると消滅し、プレイヤーも落下すると死亡する。
バキュームパック
主人公が装備している装置で、小さいスライムや散らばっているアイテムを吸い込める。アップグレードすることで水を吸い込んで水鉄砲として撃ちだす、パワーを消費し空を飛ぶ、スロットの容量を増加させる、宝箱が開けられる様になるなど多彩な機能を獲得する。

## 評価
ベータ版は「おおむね良い」という評価を受けた。Kotaku のヘザー・アレキサンドリア (Heather Alexandra) は複数のバグに言及したものの、好意的なレビューを与えている。LevelSkip のフィリップ・グロブラー (Phillip Grobler) は、スライムランチャーを楽しんでプレイし、5点満点で4.3点を付けた。また、「このゲームは既に面白く作り上げられていて、見てみることを勧めるね」とコメントしている。Games Mojo のスティーブ・ニールセン (Steve Neilsen)は5点満点中4.4点と評価し、「スライムランチャーは面白く、中毒性がある。（中略）漫画的なグラフィックは面白いし、設計がよく練られていてかわいさ満点」と評した。
4Gamer.netのYamaChanはアーリーアクセス版について、「タールの発生など殺伐とした瞬間も起きるが、本作は全体的にほのぼのとしており、癒しを求める人にはお勧めである。タール以外のスライムは基本的に友好的であり、野良スライムを見ているだけでもリラックスできるだろう」と評価している。
2017年5月時点で、80万本を売り上げている。